# Rother District
Rother ist ein District in der Grafschaft East Sussex in England. Er ist nach dem River Rother benannt. Verwaltungssitz ist Bexhill-on-Sea. Weitere bedeutende Orte sind Battle (Schauplatz der Schlacht bei Hastings), Burwash, Icklesham, Rye und Ticehurst.
Der Bezirk wurde am 1. April 1974 gebildet und entstand aus der Fusion des Urban Districts Bexhill und Rye sowie des Rural District Battle.

## Gliederung
Der Bezirk gliedert sich in 33 Gemeinden (Civil Parish):
- Ashburnham
- Battle
- Beckley
- Bodiam
- Brede
- Brightling
- Burwash
- Camber
- Catsfield
- Crowhurst
- Dallington
- East Guldeford
- Etchingham
- Ewhurst
- Fairlight
- Guestling
- Hurst Green
- Icklesham
- Iden
- Mountfield
- Northiam
- Peasmarsh
- Penhurst
- Pett
- Playden
- Rye
- Rye Foreign
- Salehurst and Robertsbridge
- Sedlescombe
- Ticehurst
- Udimore
- Westfield
- Whatlington

Von diesen haben 31 einen eigenen, Ashburnham und Penhurst einen gemeinsamen Gemeinderat (Parish Council). East Guldeford hat kein derartiges Gremium, stattdessen finden Einwohnerversammlungen statt. Rye und Battle sind Kleinstädte (Town), dementsprechend heißt der Rat dort Town Council.
Der Verwaltungssitz Bexhill steht als unparished area außerhalb dieser Struktur. Hier gibt es weder einen Gemeinderat noch eine eigene Verwaltung, die anfallenden Entscheidungen werden auf der Ebene des Districts gefällt, ebenso die Erledigung damit verbundener Aufgaben.